# Aristolochia caudata
Aristolochia caudata là một loài thực vật có hoa trong họ Aristolochiaceae. Loài này được Jacq. mô tả khoa học đầu tiên năm 1760.